# Oberkirchen (Freisen)
Oberkirchen ist ein Ortsteil (Gemeindebezirk) der Gemeinde Freisen im Landkreis St. Wendel im Saarland. Bis Ende 1973 war Oberkirchen eine eigenständige Gemeinde.

## Geographie

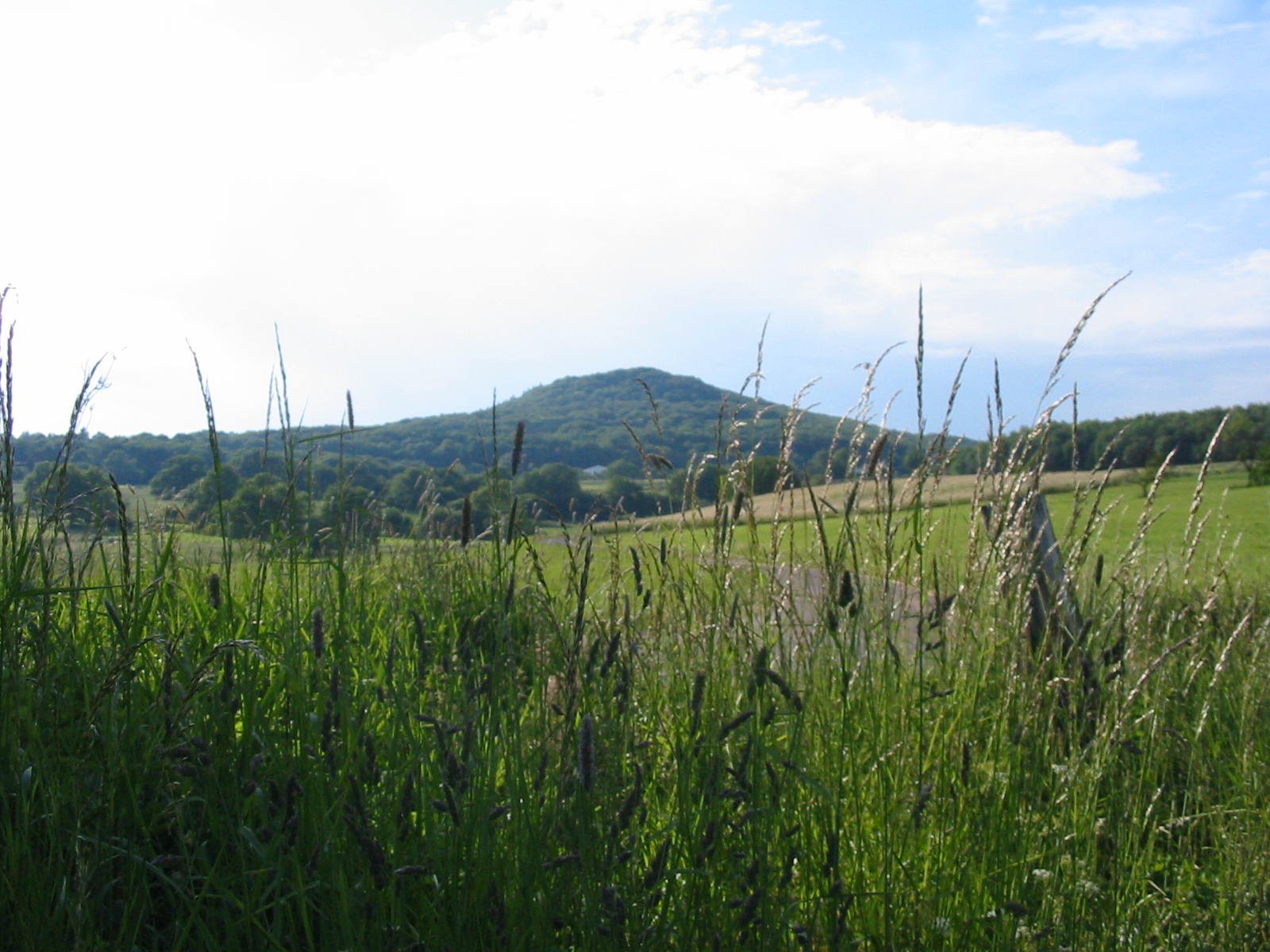
Der Weiselberg von der Haupersweiler Seite aus fotografiert

Oberkirchen markiert den Beginn des Ostertals. In der Nähe des Ortes entspringt die Oster, die in Wiebelskirchen in die Blies mündet.
Auf der Gemarkung findet sich mit dem Weiselberg auch ein seit ca. 280 Millionen Jahren erloschener Vulkan aus dem Perm (Rotliegend). Ein magmatischer Härtling ist der Steinerne Schrank; Überreste von in der Eiszeit aus dem Gestein gelösten und zu Tal gestürzten Lavabrocken bilden heute das Steinerne Meer.

### Klima

Niederschlagsdiagramm

| Der Jahresniederschlag beträgt 956 mm und liegt damit im oberen Drittel der von den Messstellen des Deutschen Wetterdienstes erfassten Werte. Über 82 % zeigen niedrigere Werte an. Der trockenste Monat ist der April; am meisten regnet es im Dezember. Im niederschlagreichsten Monat fällt ca. 1,6 Mal mehr Regen, als im trockensten Monat. Die jahreszeitlichen Niederschlagschwankungen liegen im mittleren Drittel. In 57 % aller Orte schwankt der monatliche Niederschlag weniger. |

## Geschichte
Erste urkundliche Erwähnung 880 in einer Bestätigungsurkunde Ludwig III. für eine Schenkung „Osternahas“ an die Frankfurter Salvatorkapelle durch seinen Vater Ludwig den Deutschen.

## Neugliederung
Im Rahmen der saarländischen Gebiets- und Verwaltungsreform wurde die bis dahin eigenständige Gemeinde Oberkirchen am 1. Januar 1974 der Gemeinde Freisen zugeordnet.

## Wirtschaft und Infrastruktur
Durch den Ort führen zwei Landstraßen, außerdem ist das Dorf an die als Touristenbahn reaktivierte Ostertalbahn angeschlossen. Die A 62 ist über die jeweils rund 4 km entfernten Anschlussstellen Freisen und Reichweiler zu erreichen.
Die Bahnstrecke Türkismühle–Kusel wurde bereits in den 1960er Jahren auf dem Abschnitt Freisen und Kusel abgebaut und in einen Rad- und Wanderweg (Fritz-Wunderlich-Weg) umgewandelt.
Zu den örtlichen Unternehmen zählen ein Lebensmittelmarkt, eine Bäckerei, eine Tankstelle, eine Apotheke, diverse Handwerksbetriebe für Verputzerarbeiten, Gas-, Wasser-, Heizung- und Sanitärinstallation, Elektroinstallation, Kfz-Reparatur, Holzverarbeitung (Schreinerei) und ein Autohaus.
Außerdem gibt es ein wandelbares Schwimmbad, dessen Dach fahrbar ist und das somit binnen weniger Minuten von einem Hallen- in ein Freibad (oder umgekehrt) verwandelt werden kann.

## Religion
Für die mehrheitlich katholische Bevölkerung gibt es die Pfarrkirche St. Katharina.

## Politik

### Ortsvorsteher
- Anton Müller (1974–1984)
- Gerd Backes, SPD (1984–2004)
- Karl-Josef Scheer, SPD (2004–2012)
- Herbert Meinl, SPD (2012–2016)
- Roland Becker, SPD (2017–2021)
- Bernd-Jürgen Kreutz, SPD (seit 2022)

### Ortsrat
- 11 Sitze (7 SPD, 2 CDU, 2 FWG)
- 1. Kreutz Bernd-Jürgen (Ortsvorsteher, SPD), 2. Böhme Dieter (stv. Ortsvorsteher, SPD), 3. Heinrich André (SPD), 4. Kebrich David (SPD), 5. Meinl Herbert (SPD), 6. Schnur Andreas (SPD), 7. Wallad Patrick (SPD), 8. Krämer Daniel (CDU), 9. Kirchheim Sabine (CDU), 10. Schmitt Sebastian (FWG), 11. Schaad Pascal (FWG).[4]

## Sehenswürdigkeiten / Freizeiteinrichtungen / Umgebung

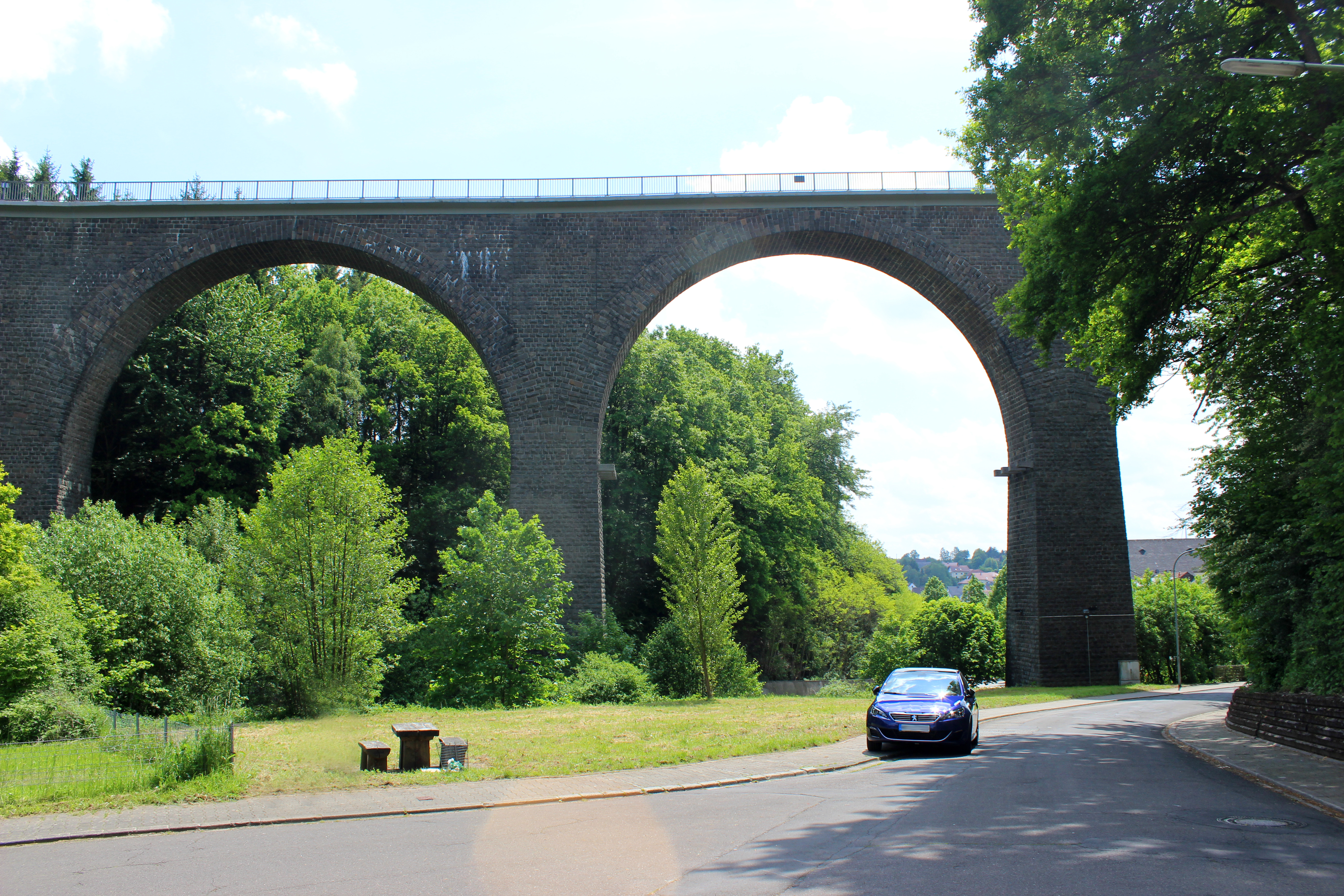
Talbrücke Oberkirchen

- Talbrücke Oberkirchen (Viadukt der Westrichbahn Türkismühle – Kusel)
- Katholische Pfarrkirche St. Katharina
- Mineralogisches Museum / Café Edelstein
- Weiselbergstadion
- Weiselbergbad (wandelbares Hallen-/Freibad)
- Naturschutz- und Wandergebiet Weiselberg mit den geologischen Formationen Steinernes Meer und Steinerner Schrank
- das „Eulental“ (Leichweilerbachtal mit urwaldähnlicher Vegetation)

## Vereine
- Tischtennisclub Oberkirchen
- Heimat- und Verkehrsverein
- Reitverein Weiselberger Hof e. V.
- FC „Oster 20“ Oberkirchen
- Förderverein der Grundschule Freisen-Oberkirchen
- Tennisclub Rot-Weiß Oberkirchen
- Freiwillige Feuerwehr – Löschbezirk Oberkirchen
- Förderverein der Freiwilligen Feuerwehr Oberkirchen
- Musikverein Harmonie
- Volkshauskapelle
- Oberkirchener Karnevals Gesellschaft OKG
- Obst- und Gartenbauverein
- Projektgruppe Familienbuch Oberkirchen-Haupersweiler

## Persönlichkeiten

### Söhne und Töchter der Gemeinde
- Hans-Josef „Josi“ Schaadt, Weltrekordhalter im Schnellpuzzeln, aufgestellt am 7. Januar 2024, 54.000 Teile in 99 Tagen